# 清水英克
清水 英克（しみず ひでかつ、1965年9月24日 - ）は、日本中央競馬会・美浦トレーニングセンターに所属している調教師。

## 来歴
家の近くに中山競馬場があり、小学6年の時に乗馬を始める。初めての競馬観戦は1978年の日本ダービーで、サクラショウリの小島太に憧れて騎手を目指したが、体格が大きくなりすぎて厩務員に路線変更をした。
土田稔厩舎で厩務員と調教助手を務め、2005年2月に調教師試験に合格し、調教師免許を取得。
前田禎調教師の死去に伴い、旧前田厩舎の一部を引き継ぐ形で厩舎を開業。管理馬の初出走は2006年1月22日、中山競馬第8競走のマイネルグロッソ（12着）。
初勝利は同年の4月16日、中山競馬第1競走のブンブンブン（のべ32頭目の出走だった）。
2010年1月10日、ガルボがシンザン記念を制し、重賞初勝利。また、同レースを関東馬が制したのは史上初。翌11日にはコスモネモシンがフェアリーステークスに優勝し、2006年の音無秀孝調教師以来（日経賞をリンカーン、その翌日に高松宮記念をオレハマッテルゼで優勝）となる同一週2日連続で重賞を制覇した。
2012年8月26日、新潟競馬第3競走をフォースライトで制し、中央競馬通算100勝を達成。

## 調教師成績
|            | 日付           | 競馬場・開催  | 競走名               | 馬名               | 頭数 | 人気 | 着順 |
| ---------- | -------------- | ------------- | -------------------- | ------------------ | ---- | ---- | ---- |
| 初出走     | 2006年1月22日  | 1回中山8日8R  | 4歳上500万下         | マイネルグロッソ   | 16頭 | 5    | 12着 |
| 初勝利     | 2006年4月16日  | 3回中山8日1R  | 3歳未勝利            | ブンブンブン       | 10頭 | 3    | 1着  |
| 重賞初出走 | 2006年11月5日  | 5回東京2日11R | アルゼンチン共和国杯 | トレオウオブキング | 14頭 | 11   | 7着  |
| GI初出走   | 2009年12月20日 | 5回中山6日11R | 朝日杯FS             | ガルボ             | 16頭 | 12   | 4着  |
| 重賞初勝利 | 2010年1月10日  | 1回京都3日11R | シンザン記念         | ガルボ             | 16頭 | 4    | 1着  |

### おもな管理馬
- ガルボ（2010年シンザン記念、2012年東京新聞杯、ダービー卿チャレンジトロフィー、2014年函館スプリントステークス）
- コスモネモシン（2010年フェアリーステークス、2013年新潟記念）
- ケイティブレイブ - 栗東・杉山晴紀厩舎から転厩
- ケイティクレバー（2022年東京ジャンプステークス）